# 1872年英格蘭足總盃決賽
1872年英格蘭足總盃決賽是指在1872年3月16日，英國流浪足球俱樂部和皇家工兵足球俱樂部在倫敦肯寧頓橢圓體育場舉行的足球比賽。1871-72球季英格蘭足總盃是英格蘭足球總會舉辦的第一屆英格蘭足球協會挑戰盃（現代稱為英格蘭足總盃），該項比賽後來成為英格蘭足球界主要的盃賽，也是世界上最古老的足球比賽。在第一屆足總盃中，總共有15支球隊參加這場盃賽。根據當時的規則，流浪足球俱樂部在前四輪比賽中只贏得一場比賽，便成功進入決賽。在半決賽階段，流浪足球俱樂部與來自蘇格蘭的昆士柏足球會平手。但在進入決賽時，昆士柏足球會因為沒有足夠的資金回到倫敦參加重賽，只能退出比賽。
當時大多數球隊的戰術幾乎是完全仰賴個人的盤球技術，不過皇家工兵足球俱樂部因為其對傳球的創新運用廣泛受到讚揚，不過在這場決賽中並沒有成功進球。相反地，流浪足球俱樂部藉由盤球技術，由隊員莫頓·貝茲在決賽最後15分鐘踢進一球。最終皇家工兵足球俱樂部無法扳平比分，遭到流浪足球俱樂部擊敗。整場決賽大約有2,000多名觀眾。同年4月，獲勝的流浪足球俱樂部在蓓爾美爾餐廳舉行的晚宴上獲頒發獎盃。

## 外部連結
- BBC Sport article on the match